# Dorstenia dinklagei
Dorstenia dinklagei är en mullbärsväxtart som beskrevs av Adolf Engler. Dorstenia dinklagei ingår i släktet Dorstenia och familjen mullbärsväxter.

## Underarter
Arten delas in i följande underarter:
- D. d. bequaertii
- D. d. binzaensis
- D. d. brieyi
- D. d. reducta